# Cristián Luis II de Mecklemburgo-Schwerin
Cristián Luis II de Mecklemburgo-Schwerin (15 de mayo de 1683 - 30 de mayo de 1756) fue duque de Mecklemburgo-Schwerin desde 1747 hasta 1756.
Era el hijo del duque Federico de  Mecklemburgo-Grabow y de la landgravina Cristina Guillermina de Hesse-Homburg. En 1714 contrajo matrimonio con la duquesa Gustavina Carolina de Mecklemburgo-Strelitz, con quien tuvo cinco hijos:

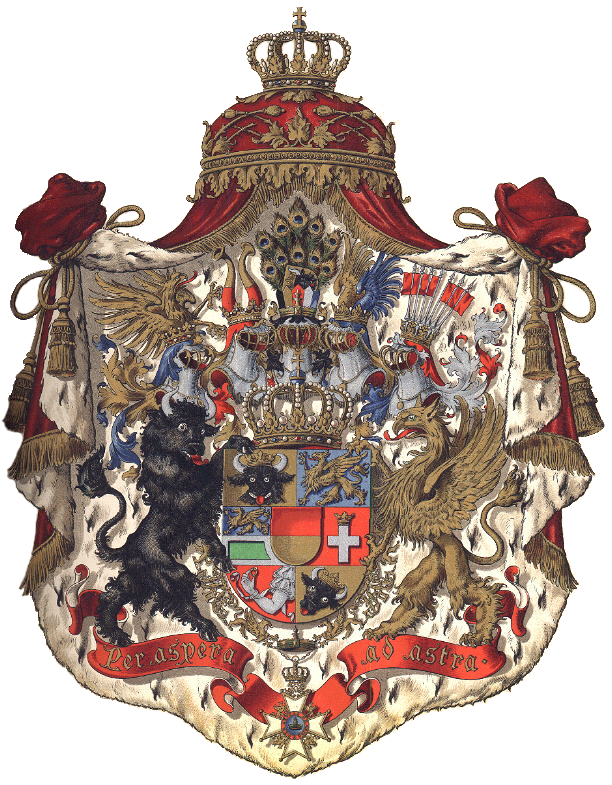
Escudo de armas de Mecklemburgo-Schwerin.

- duque Federico II de Mecklemburgo-Schwerin (1717-1785); desposó a la duquesa Luisa Federica de Wurtemberg (1722-1791)
- Ulrica Sofía (1723-1813)
- Luis (1725-1778); desposó a la princesa Carlota Sofía de Sajonia-Coburgo-Saalfeld (1731-1810). Fueron los padres del Gran Duque Federico Francisco I de Mecklemburgo-Schwerin.
- Luisa (1730)
- Amelia (1732-1775)

Su corte empleó a Johann Gottfried Müthel como organista y clavicembalista, y a Konrad Ekhof como comediante.